# Stenophiloscia glarearum
Stenophiloscia glarearum is een pissebed uit de familie Halophilosciidae. De wetenschappelijke naam van de soort is voor het eerst geldig gepubliceerd in 1908 door Karl Wilhelm Verhoeff.